# 자헌대부
자헌대부(資憲大夫)은 1392년(태조 1) 7월에 시행한 조선시대 문신의 정2품 하계의 품계명이다. 이 자헌대부 품계에 오르면 육조의 수장인 정2품 판서, 도성인 한성부의 수장인 정2품 판윤 관직에 정식으로 임명될 수 있었다. 판서, 판윤 등의 정2품 실무 관직을 역임하면 시호를 받을 수 있었기 때문에 정2품 품계에 오르는 것은 매우 영예로운 것으로 여겨졌다. 또 생전에 2품 이상에 오르지 못한 인물에게 시호를 주기 위해 추증을 시행할 때에도 시호를 받을 수 있는 최소 요건을 먼저 충족시키기 위해 자헌대부 품계와 그에 상응하는 정2품 관직을 추서하는 것이 일반적이었다.

## 내용
조선이 건국된 직후인 1392년(태조 1) 7월 문산계(文散階)의 품계인 정헌대부·자헌대부가 제정되어 그대로 수록되었다. 정2품에 해당하는 관직으로는 군·위·좌참찬·우참찬·지사·판서·판윤·대제학·세자좌빈객·세자우빈객·도총관·제조 등이 있다.
정2품관은 1438년 정비된 녹과(祿科)에 의거하여 실직(實職)에 따라 1년에 네 차례에 걸쳐 모두 중미(中米) 12석, 조미(糙米) 40석, 전미(田米) 2석, 황두(黃豆) 18석, 소맥 9석, 주(紬) 5필, 정포(正布) 14필, 저화 8장을 녹봉으로 지급받았다.

## 참고 문헌
- 『경국대전(經國大典)』
- 『조선초기(朝鮮初期) 양반(兩班) 연구(硏究)』(이성무, 일조각, 1980)